# Bitterzoet
Bitterzoet è il quarto album in studio della cantante olandese Eefje de Visser, pubblicato il 24 gennaio 2020.

## Tracce
Testi e musiche di Eefje de Visser.
1. Zwarte zon – 3:57
2. Bitterzoet – 3:58
3. Stilstand – 4:20
4. Lange vinnen – 4:56
5. Kom op – 3:30
6. Controle – 2:50
7. Pixels – 4:10
8. De parade – 3:51
9. Maak het stil – 5:23
10. Terug – 3:43
11. Onverstaanbaar – 3:15
12. Oh – 4:30
13. Groen – 5:09

## Classifiche
| Classifica (2020) | Posizione massima |
| ----------------- | ----------------- |
| Belgio (Fiandre)  | 1                 |
| Paesi Bassi       | 3                 |